# Тиха невістка
«Тиха невістка» — радянський чорно-білий комедійний художній фільм 1967 року, знятий режисером Сетдаром Караджаєвим на кіностудії Ашхабадській студії телебачення.

## Сюжет
За однойменною повістю М. Джулаєва. Міська дівчина-туркменка приїхала до колгоспу, щоб вийти заміж за свого хлопця. Наречений запропонував поїхати назад у місто, щоб не робити весілля за суворими туркменськими звичаями. Дівчина відмовилася, щоб сподобатися матері нареченого.

## у ролях
- Тетяна Москаленко — Сельбі
- Айсалтан Бєрдиєва — Марал, мати Джамшида
- Шукур Кулієв — Шамурад, батько Джамшида
- Танрикулі Сеїткулієв — Джамшид
- Дурди Сапаров — завідуючий клубом
- Набат Курбанова — Гюльджан
- Азат Кульмамедов — Джанмурад, молодший брат Джамшида
- Б. Ергешова — сусідка
- Сона Мурадова — сусідка
- Сабіра Атаєва — сусідка

## Знімальна група
- Режисер — Сетдар Караджаєв
- Оператор — Усман Сапаров
- Композитор — Дурди Нуриєв
- Художник — Олександр Чернов